# Hrvatska nogometna liga (2024/2025)
Hrvatska nogometna liga 2024/2025 (oficjalnie znana jako SuperSport Hrvatska nogometna liga ze względów sponsorskich) 34. edycja najwyższej klasy rozgrywkowej piłki nożnej w Chorwacji. Brało w niej udział 10 drużyn, które w okresie od 3 sierpnia 2024 do 25 maja 2024 rozegrały 36 kolejek. Obrońcą tytułu była drużyna Dinamo Zagrzeb.
Mistrzostwo po raz drugi w historii zdobyła drużyna HNK Rijeka.

## Format
W lidze występuje 10 zespołów grających ze sobą dwie rundy w systemie „każdy z każdym” (w sumie 4 mecze z daną drużyną: 2 u siebie i 2 na wyjeździe). Rozegranych zostanie 180 spotkań, a do Prvej nogometnej ligi spadnie jedna drużyna, która zajmie ostatnie miejsce w tabeli.

## Drużyny
| Uczestnicy poprzedniej edycji                                                                                 | Uczestnicy poprzedniej edycji | Uczestnicy poprzedniej edycji | Uczestnicy poprzedniej edycji |
| --- | ----------------------------- | ----------------------------- | ----------------------------- |
| DIN | Dinamo Zagrzeb                | 1                             |                               |
| RIJ | HNK Rijeka                    | 2                             |                               |
| HAJ | Hajduk Split                  | 3                             |                               |
| OSI | NK Osijek                     | 4                             |                               |
| LOK | Lokomotiva Zagrzeb            | 5                             |                               |
| VAR | NK Varaždin                   | 6                             |                               |
| NKG | HNK Gorica                    | 7                             |                               |
| IST | Istra 1961                    | 8                             |                               |
| SLA | Slaven Belupo                 | 9                             |                               |
| Awans z Prva nogometna liga                                                                                   |                               |                               |                               |
| ŠIB | HNK Šibenik                   | 1                             |                               |
| Oznaczenia: - kolumna pierwsza – skróty nazw drużyn, - kolumna trzecia – miejsce zajęte w poprzednim sezonie. |                               |                               |                               |

## Tabela
| Lp. | Drużyna            | M  | Z  | R  | P  | B+ | B– | +/– | Pkt | Kwalifikacja lub spadek                         |
| --- | ------------------ | -- | -- | -- | -- | -- | -- | --- | --- | ----------------------------------------------- |
| 1   | HNK Rijeka (M, P)  | 36 | 18 | 11 | 7  | 49 | 21 | +28 | 65  | Liga Mistrzów UEFA • II runda kwalifikacyjna    |
| 2   | Dinamo Zagrzeb     | 36 | 19 | 8  | 9  | 69 | 41 | +28 | 65  | Liga Europy UEFA • Faza ligowa                  |
| 3   | Hajduk Split       | 36 | 17 | 12 | 7  | 49 | 34 | +15 | 63  | Liga Konferencji UEFA • II runda kwalifikacyjna |
| 4   | NK Varaždin        | 36 | 11 | 16 | 9  | 28 | 24 | +4  | 49  | Liga Konferencji UEFA • II runda kwalifikacyjna |
| 5   | Slaven Belupo      | 36 | 13 | 9  | 14 | 42 | 45 | −3  | 48  |                                                 |
| 6   | Istra 1961         | 36 | 11 | 15 | 10 | 39 | 42 | −3  | 48  |                                                 |
| 7   | NK Osijek          | 36 | 11 | 9  | 16 | 46 | 52 | −6  | 42  |                                                 |
| 8   | Lokomotiva Zagrzeb | 36 | 10 | 9  | 17 | 45 | 54 | −9  | 39  |                                                 |
| 9   | HNK Gorica         | 36 | 9  | 10 | 17 | 29 | 51 | −22 | 37  |                                                 |
| 10  | Šibenik (S)        | 36 | 7  | 9  | 20 | 28 | 60 | −32 | 30  | Spadek do Prva nogometna liga                   |

1. 1 2  Mecze bezpośrednie, liczba punktów (różnica bramek): Rijeka 5 (+3), Dinamo Zagreb 5 (-3).
2. ↑  Puchar Chorwacji zdobył mistrz kraju. Miejsce w Lidze Europy przeszło na drugą drużynę ligi. Z powodu zmian w przydziale miejsc spowodowanymi kwalifikacją zdobywcy tytułu Ligi Konferencji do Ligi Mistrzów, Dinamo Zagrzeb jako zespół z najwyższym współczynnikiem klubowym wejdzie do fazy ligowej zamiast do pierwszej rundy kwalifikacyjnej.

## Wyniki
| Gospodarz \ Gość   | DIN | GOR | HAJ | IST | LOK | OSI | RIJ | SLA | ŠIB | VAR | DIN | GOR | HAJ | IST | LOK | OSI | RIJ | SLA | ŠIB | VAR |
| ------------------ | --- | --- | --- | --- | --- | --- | --- | --- | --- | --- | --- | --- | --- | --- | --- | --- | --- | --- | --- | --- |
| Dinamo Zagrzeb     |     | 2–1 | 0–1 | 5–0 | 5–1 | 2–4 | 0–0 | 1–1 | 3–0 | 3–2 |     | 3–1 | 2–2 | 3–1 | 3–0 | 2–0 | 1–0 | 5–0 | 3–0 | 1–0 |
| HNK Gorica         | 2–2 |     | 1–0 | 1–0 | 1–4 | 2–2 | 0–1 | 2–1 | 2–1 | 0–0 | 1–0 |     | 1–1 | 3–2 | 0–3 | 1–0 | 0–0 | 0–3 | 1–0 | 1–1 |
| Hajduk Split       | 1–0 | 4–1 |     | 1–1 | 2–1 | 1–0 | 2–2 | 2–1 | 4–0 | 2–1 | 1–3 | 2–1 |     | 0–1 | 1–1 | 4–0 | 2–1 | 0–0 | 1–0 | 1–0 |
| Istra 1961         | 2–2 | 2–1 | 1–1 |     | 0–2 | 2–1 | 0–1 | 2–3 | 3–3 | 0–0 | 3–0 | 0–0 | 1–1 |     | 3–2 | 2–1 | 2–0 | 1–1 | 3–0 | 0–0 |
| Lokomotiva Zagrzeb | 3–1 | 2–0 | 1–1 | 1–2 |     | 0–1 | 2–2 | 0–1 | 0–1 | 0–1 | 1–1 | 1–1 | 3–2 | 0–0 |     | 3–0 | 0–1 | 0–2 | 1–2 | 1–0 |
| NK Osijek          | 1–2 | 2–0 | 2–2 | 2–2 | 3–0 |     | 0–2 | 1–0 | 1–2 | 2–1 | 2–1 | 0–1 | 2–0 | 1–1 | 1–1 |     | 0–2 | 1–2 | 2–2 | 0–0 |
| HNK Rijeka         | 1–1 | 1–0 | 0–0 | 4–0 | 4–0 | 1–1 |     | 2–0 | 3–0 | 1–1 | 4–0 | 2–1 | 3–0 | 0–1 | 4–1 | 0–2 |     | 2–0 | 1–1 | 1–0 |
| Slaven Belupo      | 4–1 | 2–1 | 0–2 | 0–1 | 2–2 | 3–2 | 0–0 |     | 2–2 | 1–1 | 0–1 | 4–0 | 0–1 | 0–0 | 2–1 | 1–4 | 2–1 |     | 2–0 | 0–1 |
| Šibenik            | 0–4 | 1–0 | 1–2 | 0–0 | 0–3 | 1–2 | 0–1 | 2–0 |     | 0–0 | 0–4 | 0–0 | 0–1 | 1–0 | 1–2 | 4–1 | 0–1 | 1–1 |     | 0–2 |
| NK Varaždin        | 0–1 | 2–1 | 1–0 | 1–0 | 1–1 | 0–0 | 0–0 | 2–0 | 2–1 |     | 1–1 | 0–0 | 1–1 | 0–0 | 2–1 | 2–1 | 1–0 | 0–1 | 1–1 |     |

## Najlepsi strzelcy
| Bramki | Zawodnik         | Drużyna            |
| ------ | ---------------- | ------------------ |
| 19     | Marko Livaja     | Hajduk Split       |
| 15     | Sandro Kulenović | Dinamo Zagrzeb     |
| 14     | Robert Mudražija | Lokomotiva Zagrzeb |
| 11     | Toni Fruk        | Rijeka             |
| 9      | Arnel Jakupović  | NK Osijek          |
| 9      | Duje Čop         | Lokomotiva Zagrzeb |

Stan na 2025-05-25.

## Stadiony
| Dinamo Zagrzeb |
| -------------- |
| Maksimir       |
| 24 851         |
|                |

| Gorica                        |
| ----------------------------- |
| Gradski stadion Velika Gorica |
| 4 536                         |
|                               |

| Hajduk Split |
| ------------ |
| Poljud       |
| 33 987       |
|              |

| Istra 1961   |
| ------------ |
| Aldo Drosina |
| 9 921        |
|              |

| Lokomotiva Zagrzeb |
| ------------------ |
| Kranjčevićeva      |
| 3 690              |
|                    |

| Osijek     |
| ---------- |
| Opus Arena |
| 13 005     |
|            |

| Rijeka           |
| ---------------- |
| Stadion Rujevica |
| 8 191            |
|                  |

| Slaven Belupo   |
| --------------- |
| Gradski stadion |
| 3 054           |
|                 |

| Šibenik           |
| ----------------- |
| Stadion Šubićevac |
| 3 701             |
|                   |

| Varaždin        |
| --------------- |
| Stadion Varteks |
| 8 818           |
|                 |